# Georges-Gabriel de Pellieux
Georges-Gabriel de Pellieux, né le 6 septembre 1842 à Strasbourg et mort le 15 juillet 1900 à Quimper, est un militaire français, protagoniste de l'affaire Dreyfus.

## Biographie
Fils du capitaine Jean Honoré Théodore de Pellieux, qui servait au sein du 10e régiment d'artillerie à Strasbourg, ville de garnison, Georges-Gabriel, entré à Saint-Cyr à dix-sept ans, en sort sous-lieutenant en 1861. Engagé dans l'infanterie, il s'élève aux grades de lieutenant (1864) puis de capitaine (1868). Aide de camp du général Arnaudeau et officier attaché à l'état-major pendant la guerre franco-allemande, il est décoré de la Légion d'honneur en mai 1871 pour prendre rang du 14 octobre 1870.
Au début de la Troisième République, il est promu chef de bataillon (1880), colonel (1890) puis général de brigade (1894). Il sert notamment en Algérie, comme aide de camp du général Carteret (entre 1872 et 1878), puis à l'état-major du général Logerot en Tunisie (1882-1886), où il est promu au grade d'officier de la Légion d'honneur (1882), avant d'être nommé chef d'état-major du 13e corps d'armée à Clermont-Ferrand (1892), puis de recevoir le commandement militaire du département de la Seine (1897).

### Affaire Dreyfus

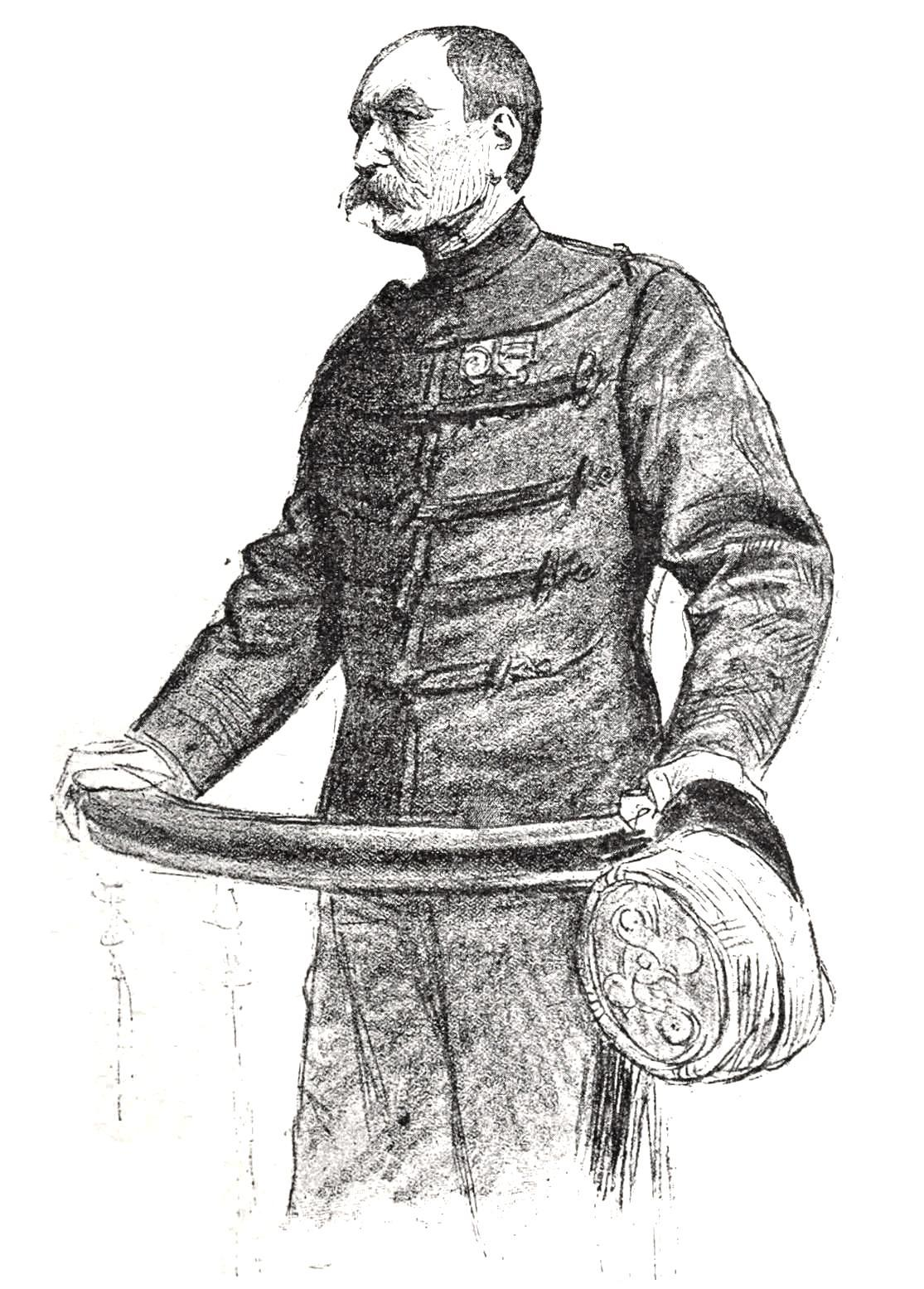
Le général de Pellieux témoignant lors du procès d'Émile Zola (1898).

Pendant l'affaire Dreyfus, le général de Pellieux — par ailleurs bonapartiste, fervent catholique et antisémite convaincu — fait partie de ces officiers qui s'opposèrent, en dépit de nombreux éléments nouveaux, à la révision du jugement du Conseil de guerre de 1894.
Le 15 novembre 1897, il est chargé par le général Saussier, gouverneur militaire de Paris, d'enquêter sur Esterhazy, identifié par le colonel Picquart comme le véritable espion. Il ne fallut que quelques jours au général de Pellieux pour rendre son rapport, dans lequel il disculpait Esterhazy, qu'il connaissait et appréciait depuis leur rencontre en Tunisie.
Quelques jours plus tard, après la convocation de Picquart, Pellieux est chargé d'une seconde enquête, lors de laquelle les généraux Gonse et Boisdeffre lui montrèrent un document secret censé prouver la trahison du capitaine Dreyfus.
Lors du procès d’Émile Zola, il témoigne à charge et déclara aux jurés que les accusations de l'écrivain, en déconsidérant les chefs de l'armée auprès de leurs soldats, entraîneraient une « boucherie » en cas de guerre. Il jure ensuite « sur [son] honneur » avoir vu « la preuve absolue de la culpabilité de Dreyfus ».
Après les aveux et le suicide du colonel Henry, falsificateur de la « preuve » en question, Pellieux, s'estimant dupé, rédige sa lettre de démission le 31 août 1898 avant de revenir sur cette décision. Cette lettre de démission est rédigée en termes très durs. Juridiquement, elle a les formes d'un aveu de la collusion de l'État-Major : 

« Dupe de gens sans honneur, ne pouvant plus compter sur la confiance des subordonnés sans laquelle le commandement est impossible, et de mon côté, ne pouvant avoir confiance en ceux de mes chefs qui m'ont fait travailler sur des faux, je demande ma mise à la retraite. »

### Conspirateur
En février 1899, après la mort du président Félix Faure, Pellieux aurait été approché par l'antidreyfusard Paul Déroulède, chef de la Ligue des patriotes, qui fomentait un coup d’État à l'occasion des funérailles du président défunt. Selon ce projet, les troupes revenant des cérémonies organisées au Père-Lachaise se seraient jointes aux ligueurs au niveau de la place de la Nation avant de se diriger sur l'hôtel de ville puis l’Élysée afin d'y installer une république plébiscitaire. L'affaire était cependant mal préparée : selon Joseph Reinach, Pellieux se serait ravisé au dernier moment et aurait obtenu du général Zurlinden l'autorisation de rejoindre la caserne sans passer par la Nation. Déroulède dut par conséquent se rabattre sur le général Roget, qui ne céda pas aux propositions du tribun nationaliste et du bras-droit de celui-ci, Marcel Habert.
À la même époque, la rumeur attribua à Pellieux plusieurs voyages à Bruxelles, où le général aurait rencontré le prince Victor Napoléon et joué ainsi le rôle d'émissaire des généraux antidreyfusards auprès du prétendant bonapartiste,.

### Fin de carrière
Rattrapé par sa réputation de conspirateur, il est remplacé par Dalstein et muté en Bretagne sur décision du général de Galliffet, ministre du gouvernement dreyfusard Waldeck-Rousseau. Ainsi, en août 1899, il est nommé au commandement de la 44e brigade d'infanterie, à Quimper, où il meurt l'année suivante.
Ses derniers mots auraient été : « Mon Père, je vous offre ma vie pour ma femme, mes enfants et la France ».

## À l 'écran
Dans la mini-série télévisée pour Antenne 2 Émile Zola ou la Conscience humaine  (1978) de Stellio Lorenzi, son rôle est joué par Jacques Castelot.
Dans le téléfilm L'Affaire Dreyfus (1995) d'Yves Boisset, son rôle est joué par Marc de Jonge.
Dans le film J'accuse (2019) de Roman Polanski, son rôle est joué par Laurent Stocker.